# Machtspruch

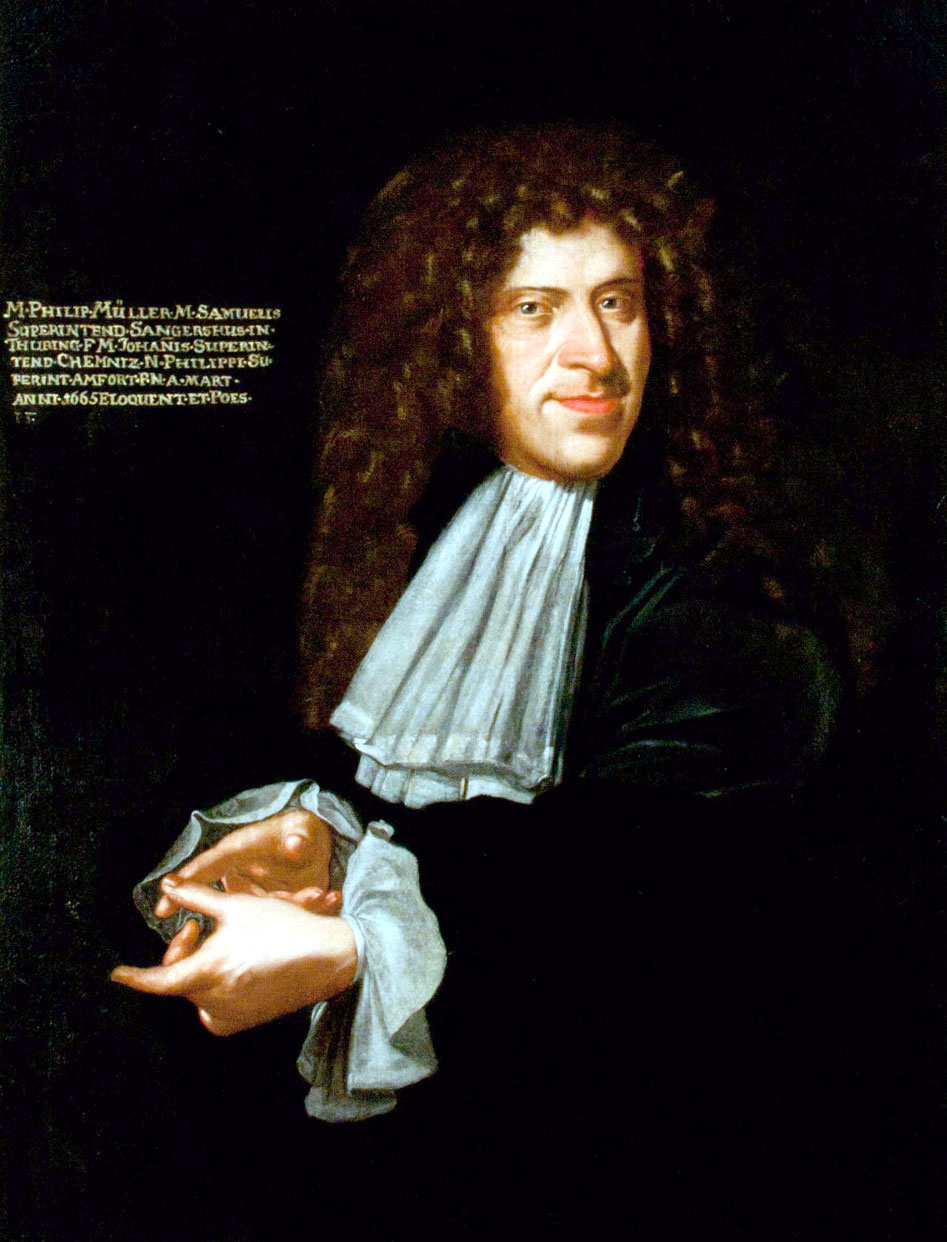
Philipp Müllers Jenaer Dissertation von 1671 ist die älteste bekannte Arbeit „Von Machtsprüchen“.

Ein Machtspruch (lat. decisio vi juris eminentis oder sententia vi juris eminentis lata) war ein Rechtsinstitut bis zum Ende des Absolutismus, durch welches ein Landesherr kraft herrscherlicher Machtvollkommenheit (lat. plenitudo potestas) eine streitige Rechtssache anstelle eines Gerichts verbindlich entscheiden konnte.

## Staatsrechtliche Bedeutung
Die Wortbedeutung hat sich parallel zur historischen Entwicklung der Gerichtsbarkeit einerseits und der staatlichen Verwaltungstätigkeit andererseits von landesherrlichen Schiedssprüchen mit freiwilliger Unterwerfung der Parteien in Ermangelung einer funktionsfähigen Justiz und Verwaltung hin zu obrigkeitlichen Eingriffen in ordentliche Gerichtsverfahren und einem politischen Schlagwort gewandelt.
Machtsprüche konnten im Fall einer Normenkollision oder aus Gründen der Staatsräson bzw. im zwingenden öffentlichen Interesse ergehen. Sie wurden im 19. Jahrhundert sowohl terminologisch vom richterlichen Urteil unterschieden als auch dogmatisch vom sog. Durchgreifen des Landesherrn (decisio pro auctoritate) in Fällen, bei denen es an betreffenden Gesetzen fehlte.
Der oberste Machthaber im Staat, etwa Kaiser oder König, griff in die mündlich, schriftlich oder durch Gewohnheitsrecht übliche Rechtsprechung ein. Damit umging der Souverän die übliche Verfahrensweise kraft seiner Prärogative. Historische Gründe waren endlose Streitereien von untergebenen Herrschaften, die durch einen königlichen Machtspruch gelöst wurden.
Ein Machtspruch war nur von einem Herrscher auszusprechen, der nicht selbst der oberste Richter war. Einem obersten Richter stand das festgeschriebene Recht zur Letztentscheidung von Streitigkeiten definitiv zu. Die zu Grunde liegende Vorstellung lautete princeps legibus solutus (von den Gesetzen gelöst), wonach der Herrscher nicht an die eigenen Gesetze gebunden war. Mitunter stand ein Machtspruch zu einer – eigentlich letztinstanzlichen – Gerichtsentscheidung im Widerspruch, insbesondere im Fall der Begnadigung eines rechtskräftig verurteilten Straftäters.
Machtsprüche im Sinne einer absolutistischen Dominanz finden sich nicht nur bei weltlichen Herrschern in Form der Kabinettsjustiz, sondern auch die Priesterschaft nutzte ihre Position dazu. Insbesondere der Papst konnte über die geistliche Herrschaft ein Machtwort auch gegen den Souverän aussprechen, wie dies in der Redewendung „Roma Locuta – Causa finita“ zum Ausdruck kommt.
Der Souverän war in der Lage, ihm genehme oder für seinen Machterhalt gewünschte Lösungen zu finden und mit einem Machtspruch durchzusetzen. Subjektiv, also aus der Sicht des Souveräns, lag kein Missbrauch vor, da seine Position solche Handhabungen ermöglichte und von ihm forderte. 1779 wurde von Friedrich dem Großen ein Machtspruch im Müller-Arnold-Fall als berechtigt angesehen. Ein Machtspruch setzt sich über bestehende Rechtsvorschriften hinweg, die Wirkung des Machtspruches kann dabei durchaus rechtskonform, aber wohl auch rechtswidrig sein.

„Ich habe mich entschlossen, niemals in den Lauf des gerichtlichen Verfahrens einzugreifen; denn in den Gerichtshöfen sollen die Gesetze sprechen, und der Herrscher soll schweigen […].“

Bereits in mittelalterlichen Ständeregelungen wurden solche unbegrenzten, souveränen Handlungen eingeschränkt. Im Allgemeinen Landrecht war zwar ein Passus vorgesehen, der den Machtspruch verhindern sollte, aber in der gültigen Fassung war dies nicht enthalten.
Ein Ziel der Dreiteilung der Staatsmacht in Legislative, Exekutive und Jurisprudenz war es, den Missbrauch eines Machtspruchs durch den König oder eine Kabinettsorder oder durch die gesetzgebende Behörde zu verhindern. Insbesondere sollten so Möglichkeiten geschaffen werden, um die Entscheidung des Souveräns zu überprüfen.

„Die richterliche Gewalt wird durch unabhängige, nur dem Gesetz unterworfene Gerichte ausgeübt.“

Ein unabhängiger Richter soll nach dem Recht und der Gerechtigkeit entscheiden. Ist das fragliche Gesetz „unerträglich ungerecht“ oder verleugnet das Gesetz aus Sicht des Interpreten bewusst die Gleichheit aller Menschen, so kann es zu Konflikten kommen. Im deutschen Recht wird dann auf die sog. Radbruchsche Formel abgestellt.

„Wo also […] Gerechtigkeit nicht einmal erstrebt wird, können die so geschaffenen Anordnungen nur Machtsprüche sein, niemals Rechtssätze […]; so ist das Gesetz, das gewissen Menschen die Menschenrechte verweigert, kein Rechtssatz. Hier ist also eine scharfe Grenze zwischen Recht und Nicht-Recht gegeben, während wie oben gezeigt wurde, die Grenze zwischen gesetzlichem Unrecht und geltendem Recht nur eine Maßgrenze ist […].“

Nach Art. 92 GG ist die rechtsprechende Gewalt (allein) den Richtern anvertraut und wird durch das Bundesverfassungsgericht, durch die im Grundgesetz vorgesehenen Bundesgerichte und durch die Gerichte der Länder ausgeübt. Eine Ausnahme vom Rechtsstaatsprinzip und der Gewaltenteilung (Art. 20 Abs. 2, 3 GG) stellt insoweit nur das historisch überkommene Begnadigungsrecht der Bundespräsidenten dar (Art. 60 Abs. 2 GG).

## Rhetorik
In der Rede- und Dichtkunst wurde Machtspruch verstanden als Übersetzung des griechischen axíoma (ἀξίωμα) für einen Satz, der so glaubwürdig sei, dass er nicht bewiesen werden dürfe. Derartige Aussprüche wurden ab dem 18. Jahrhundert als Grundsatz bezeichnet.

„Der Charakter der Machtsprüche besteht demnach in Wahrheit, oder Größe, mit ungemeiner Kürze und Nachdruk verbunden. Sie bewürken ohne Veranstaltung, Ueberzeugung und Bewundrung, und man fühlt sich dabey so mächtig ergriffen, daß man nicht anders denken, oder empfinden kann. Sie gehören deswegen unter die höchsten und wichtigsten Schönheiten der Beredsamkeit und Dichtkunst, weil sie wichtige und zugleich dauerhafte Eindrüke machen. Was man erst durch langes Nachdenken würde erkennet, oder nach langem Bestreben würde gefühlt haben, kommt uns dabey plözlich, und wie durch ein Wunderwerk in das Gemüth. Sie sind als kostbare Juweelen anzusehen, sowol durch den Glanz ihrer Schönheit, als durch innerlichen Werth, höchst schäzbar.“

## Historische Beispiele
- 1445: Hallescher Machtspruch
- 1531: Grimmaischer Machtspruch Herzog Georgs von Sachsen zur Beilegung von Streitigkeiten infolge der Leipziger Teilung[12]
- 1556: Machtspruch des Kurfürsten Joachim von Brandenburg im Erbfolgestreit zwischen den Herzögen Johann Albrecht und Ulrich von Mecklenburg[13][14]
- 1779: Machtspruch Friedrich II. im Müller-Arnold-Fall[15]

## Literarische Beispiele
- Friedrich Wilhelm Ziegler: Der Machtspruch. Original-Trauerspiel in fünf Aufzügen (1807)[16]
- Heinrich von Kleist: Prinz Friedrich von Homburg oder die Schlacht bei Fehrbellin (1809/10)[17]